# Pachypanchax
Pachypanchax es un género de peces de agua dulce de la familia aplocheílidos en el orden de los ciprinodontiformes, que se distribuyen por ríos de Madagascar, islas Seychelles y otras islas de esta área del océano Índico.

## Morfología
Con la morfología típica de otros peces-almirante, son de pequeño tamaño de 5 a 10 cm, cuerpo alargado y con las aletas dorsal y anal colocadas muy atrás.

## Hábitat
Se encuentra en una amplia variedad de hábitats de agua dulce: ríos, pantanos de aguas embarradas y arroyos de agua transparente, con aguas de pH neutro y dureza moderada, donde las especies de menor tamaño se alimentan de todo tipo de insectos mientras que las más grandes se alimentan también de crustáceos y gusanos.

## Especies
Se conocen siete especies válidas en este género:
- Pachypanchax arnoulti (Loiselle, 2006)
- Pachypanchax omalonotus (Duméril, 1861) - Panchax azul-pálido
- Pachypanchax patriciae (Loiselle, 2006)
- Pachypanchax playfairii (Günther, 1866) - Panchax dorado
- Pachypanchax sakaramyi (Holly, 1928)
- Pachypanchax sparksorum (Loiselle, 2006)
- Pachypanchax varatraza (Loiselle, 2006)